# Banaran (Kertosono)
Banaran is een bestuurslaag in het regentschap Nganjuk van de provincie Oost-Java, Indonesië. Banaran telt 6128 inwoners (volkstelling 2010).